# Hyon Song-wol
Pour les articles homonymes, voir Hyon (homonymie).
Hyon Song-wol (Chosŏn'gŭl: 현송월) est une chanteuse nord-coréenne, initialement membre du Pochonbo Electronic Ensemble, un groupe pop devenu célèbre en Corée du Nord au début des années 2000. En 2013, Hyon Song-wol a attiré l'attention quand le média sud-coréen  Chosun Ilbo a annoncé qu'elle avait été exécutée, sur ordre du dirigeant nord-coréen Kim Jong-un. Puis, elle est réapparue, neuf mois plus tard, à la télévision nord-coréenne le 16 mai 2014.

## Biographie
Hyon Song-wol et Kim Jong-un auraient vécu ensemble avant d'être séparés par Kim Jong-Il, le père de l'actuel dirigeant nord-coréen. Après cette rupture, Hyon Song-wol aurait épousé un militaire avec qui elle a eu un enfant.
Elle fait une première apparition en public en décembre 2011 lors des obsèques de Kim Jong-il. En 2012, le média britannique Daily Mail la présente alors comme la compagne du leader Kim Jong-un.

### Carrière
Hyon Song-wol est une chanteuse célèbre, au sein du Pochonbo Electronic Ensemble, connue notamment pour ses interprétations de chants patriotiques tels que J'aime Pyongyang, Elle est un soldat démobilisé, Nous sommes les troupes du Parti ou encore Excellent cheval comme dame, succès de 2005 et hymne au travail à l'usine,. Elle interprète aussi de la musique pop occidentale, y compris le thème de Rocky. 
En décembre 2015 elle donne des concerts au centre national des arts du spectacle  de Pékin avec le groupe Moranbong Band. Il s'agit de sa première prestation à l'étranger. Celle-ci serait aussi le signe d'un réchauffement des relations entre la Chine et la Corée du Nord après les tensions dues au troisième essai nucléaire de Pyongyang au début de l'année 2013.

### Rumeurs d'exécution
En août 2013, un média sud-coréen affirme qu'elle a été exécutée avec des membres de l'Orchestre Unhasu  et du  Groupe de musique légère Wangjaesan  sur ordre de son ancien amant Kim Jong-un. Elle est accusée d'avoir dérogé aux lois anti-pornographie de la Corée du Nord.
La femme de Kim Jong-un,  Ri Sol-ju, est citée dans la presse internationale pour son éventuelle implication dans l’exécution de la chanteuse Hyon Song-wol. La Corée du Nord a démenti ces allégations. D'autres sources affirment que l'exécution n'a jamais eu lieu, comme le montre par la suite la présence de Hyon Song-wol à la convention nationale des artistes nord-coréens, le 16 mai 2014.
Pour le sénateur américain  Bill Richardson, qui a visité la Corée du Nord à plusieurs reprises : « La rumeur à propos de la Corée du Nord est hors de contrôle. Plus que jamais, nous ignorons beaucoup de choses sur Kim Jong-un et ses véritables intentions ».